# Baile na Sceilge
Baile na Sceilge (Engels: Ballinskelligs) is een plaats in het Ierse graafschap Kerry.